# Poética musical
La Poética musical es una obra del compositor ruso Igor Stravinsky (1882-1971) que reúne las seis lecciones magistrales de música que dio en la Universidad de Harvard durante el año académico 1939-1940. Estas lecciones las escribió con Alexis Roland-Manuel y Pierre Souvtchinsky, fueron pronunciadas en francés y recopiladas por primera vez bajo este título de Poétique musicale en 1942 y luego traducidas al inglés en 1947 como Poetics of Music. 
Estas sesiones fueron impartidas en francés y quedaron para la historia como una de las más completas y profundas sobre el fenómeno musical de la segunda mitad del siglo XX. Recientemente han sido traducidas al castellano y publicadas por la Editorial Acantilado.

## Sinopsis de las seis lecciones
La Poética Musical permite dos lecturas: una más superficial y de un tirón, porque el libro es breve y de redacción sencilla, y otra mucha más reflexiva, con detenimiento en los fragmentos donde el compositor es capaz de concentrar en una frase las tesis fundamentales de sus conferencias. Sin erudiciones innecesarias, su redacción es de una sencillez que llega a asombrar. El poeta y amigo suyo, Paul Valéry, que le ayudó a perfilar el texto definitivo, decía de él que “era tan inteligente que carecía de vanidad”.
Stravinsky aborda en estas seis lecciones una reflexión profunda sobre el fenómeno musical. Habla del orden y la disciplina, como característica propia de lo musical: 

El arte es constructivo por esencia. La revolución implica una ruptura de equilibrio. Quien dice revolución dice caos provisional. Y el arte es lo contrario del caos.

 Habla del fenómeno musical como especulación sobre el sonido y el tiempo, del estilo, de la biografía de la música. Y por último, de los problemas que genera la propia interpretación musical.
Sobre todas ellas planea una cuestión recurrente para Stravinsky: la búsqueda de la unidad a través de la multiplicidad. Esta aparente paradoja se le revela al compositor como la constatación de que el proceso creativo en la música tiende hacia la unidad aunque cuente con una enorme variedad de elementos. 

De este campo extraeré yo mis raíces, completamente persuadido de que las combinaciones que disponen de doce sonidos en cada octava y de todas las variedades de la rítmica me prometen riquezas que toda la actividad del genio humano no agotará jamás.

Para Stravinsky la necesidad de crear debe vencer todos los obstáculos. Él los venció tras estrenarse su obra La consagración de la primavera en medio de un escándalo ante el que no retrocedió. Después de todo, no había hecho nada raro. Con lo que tenía, hizo simplemente las cosas de otra manera; ordenó la música de otra forma. Dice: 

Estimo que se me ha considerado erróneamente como un revolucionario. (…) la novedad de La Consagración no residía en la escritura, en la instrumentación, en el aparato técnico de la obra, sino en la entidad musical.

Esta búsqueda de la unidad tenía para Stravisnky una correlación con lo que él llamó “resonancia”; esa que llega hasta nuestros días a través de sus obras y, ahora, de sus lecciones sobre música. 